# Olesicampe montezuma
Olesicampe montezuma är en stekelart som först beskrevs av Cameron 1886.  Olesicampe montezuma ingår i släktet Olesicampe och familjen brokparasitsteklar. Inga underarter finns listade i Catalogue of Life.